# Lehmbach (Aubach)
Der Lehmbach  ist ein knapp 0,6 Kilometer langer rechter und östlicher Zufluss des Aubachs zwischen Langenaubach und der Stadt Haiger im hessischen Lahn-Dill-Kreis.

## Verlauf
Der Lehmbach entspringt unterhalb der Süßen Rast, einer Wiese mit einer Grillhütte, in einem Waldgebiet zwischen Hoheroth (491 m ü. NHN) und Wachholderberg (473 m ü. NHN). Auf seinem Weg zum Aubach fließt er links an der ehemaligen Grube Alte Hoffnung vorbei, dann kreuzt er den Fahrradweg Langenaubach–Haiger, bevor er nördlich von Langenaubach gegenüber der L 3044 in den Aubach mündet.